# The Last Thing He Told Me
The Last Thing He Told Me (Lo último que me dijo, título en España) es una serie de televisión web estadounidense de thriller de misterio creada y desarrollada por Laura Dave y Josh Singer para el servicio de streaming Apple TV+. La miniserie está basada en la novela bajo el mismo nombre de Dave, escrita en 2021. Esta protagonizada por Jennifer Garner y fue estrenada el 14 de abril de 2023. En marzo de 2024, Apple TV+ renovó la serie para una segunda temporada.

## Premisa
La serie sigue a Hannah Hall (Jennifer Garner), quien forma una relación inesperada con su hijastra mientras buscan a su esposo y a su padre respectivamente, quién desapareció recientemente de una forma misteriosa.

## Elenco y personajes

### Principal
- Jennifer Garner como Hannah Hall
- Angourie Rice como Bailey Michaels / Kristin
- Aisha Tyler como Jules Nichols
- Augusto Aguilera como Grady Bradford
- Nikolaj Coster-Waldau como Owen Michaels / Ethan

### Recurrente
- John Harlan Kim como Bobby Park
- Geoff Stults como Jake Davis

### Invitado
- David Morse como Nicholas Bell

## Producción

### Desarrollo
Hello Sunshine y Red Om Films compraron los derechos de la novela The Last Thing He Told Me de Dave, incluso antes de su lanzamiento en 2021. Poco después, en asociación con 20th Television, pusieron el proyecto en el mercado. Apple TV+, en una guerra de ofertas altamente competitiva, ganó el proyecto y le dio un pedido directo a la serie. Laura Dave, autora de la novela, fue la encargada de escribir el guion adaptado junto con su esposo, Josh Singer. Olivia Newman fue la encargada de dirigir el piloto de la serie, junto con Deniz Gamze Ergüven, Daisy Von Scherler Mayer y Lila Neugebauer dirigiendo los otros episodios. El rodaje comenzó en mayo de 2022.

### Casting
En enero de 2021, se anunció que Julia Roberts interpretaría un papel principal en The Last Thing He Told Me. Sin embargo, en noviembre de 2021, Jennifer Garner reemplazó a Roberts como protagonista y también productora ejecutiva. Angourie Rice se agregó al elenco en abril de 2022, y Nikolaj Coster-Waldau, Aisha Tyler, Geoff Stults, John Harlan Kim y Augusto Aguilera se unieron en mayo.

### Lanzamiento
The Last Thing He Told Me se estrenó el 14 de abril de 2023, con los primeros dos episodios disponibles al instante y el resto debutando semanalmente hasta el 19 de mayo.

## Episodios
| N.º | Título                 | Dirigido por             | Escrito por                    | Fecha de emisión original | Código de prod. |
| --- | ---------------------- | ------------------------ | ------------------------------ | ------------------------- | --------------- |
| 1   | «Protect Her»          | Olivia Newman            | Laura Dave y Josh Singer       | 14 de abril de 2023       | 1GZL01          |
| 2   | «The Day After»        | Olivia Newman            | Laura Dave y Josh Singer       | 14 de abril de 2023       | 1GZL02          |
| 3   | «Keep Austin Weird»    | Deniz Gamze Ergüven      | Jamie Rosengard                | 21 de abril de 2023       | 1GZL03          |
| 4   | «Witness to Your Life» | Deniz Gamze Ergüven      | Harris Danow                   | 28 de abril de 2023       | 1GZL04          |
| 5   | «The Never Dry»        | Daisy von Scherler Mayer | Isaac Gómez                    | 5 de mayo de 2023         | 1GZL05          |
| 6   | «When We Were Young»   | Lila Neugebauer          | Erica Tavera y Allegra Caldera | 12 de mayo de 2023        | 1GZL06          |
| 7   | «Sanctuary»            | Olivia Newman            | Laura Dave y Josh Singer       | 19 de mayo de 2023        | 1GZL07          |

## Recepción
El sitio web del agregador de reseñas Rotten Tomatoes informó un índice de aprobación del 45% con una calificación promedio de 5.2/10, según 33 reseñas de críticos. El consenso de los críticos del sitio web dice: "La actuación sensible de Jennifer Garner le da un poco de corazón a los procedimientos, pero el ritmo monótono y una apariencia brillante evitan que este misterio se destaque del resto". Metacritic, que usa un promedio ponderado, asignó un puntaje de 49 de 100 basado en 19 críticos, lo que indica "reseñas mixtas o promedio". El programa es la serie limitada más vista de Apple TV+, llegando a 4,5 millones de espectadores únicos en sus primeros 31 días de transmisión.